# Nymet Rowland
Nymet Rowland – wieś w Anglii, w hrabstwie Devon, w dystrykcie Mid Devon.